# NGC 7594
NGC 7594 је спирална галаксија у сазвежђу Пегаз која се налази на NGC листи објеката дубоког неба.
Деклинација објекта је + 10° 17' 52" а ректасцензија 23h 18m 13,9s. Привидна величина (магнитуда) објекта NGC 7594 износи 13,8 а фотографска магнитуда 14,6. Налази се на удаљености од 126,543 милиона парсека од Сунца. NGC 7594 је још познат и под ознакама IC 1478, UGC 12485, MCG 2-59-23, CGCG 431-38, PGC 70991.